# Frans Wilhelm Lüchow
Frans Fredrik Wilhelm Lüchow (nommé aussi Lüchou) (né le 27 mai 1837 à Kristinestad - décédé le 6 janvier 1884 à Oulu) est un architecte finlandais.

## Biographie
Lüchow obtient son diplôme d'architecte de l'Académie royale des arts de Suède en 1856. De 1858 à 1863 il travaille comme assistant de l’architecte régional Georg Theodor von Chiewitz. Il devient architecte de région à la mort de Chiewitz. En 1870 Lüchow passe à la Direction des bâtiments de Finlande. Lüchow décède à Oulu en 1884 et il est enterré au cimetière d'Oulu.

## Ouvrages principaux
- 1860, Ancienne pharmacie de Loviisa[2],
- 1861, Cathédrale de Turku, (avec Georg Theodor von Chiewitz),
- 1861, Maison Reuter, Turku (avec Georg Theodor von Chiewitz),
- 1873, Église de Tyrnävä,
- 1875, Mairie de Tornio,
- 1876, Maisons des douanes de Kemi[3],[4],
- 1879, Église de Kalajoki (incendiée en 1930,)
- 1880, Église de Haapajärvi, modifications,
- 1880, Église de Muonio, la tour,
- 1883, Salle capitulaire de Oulu.

## Galerie

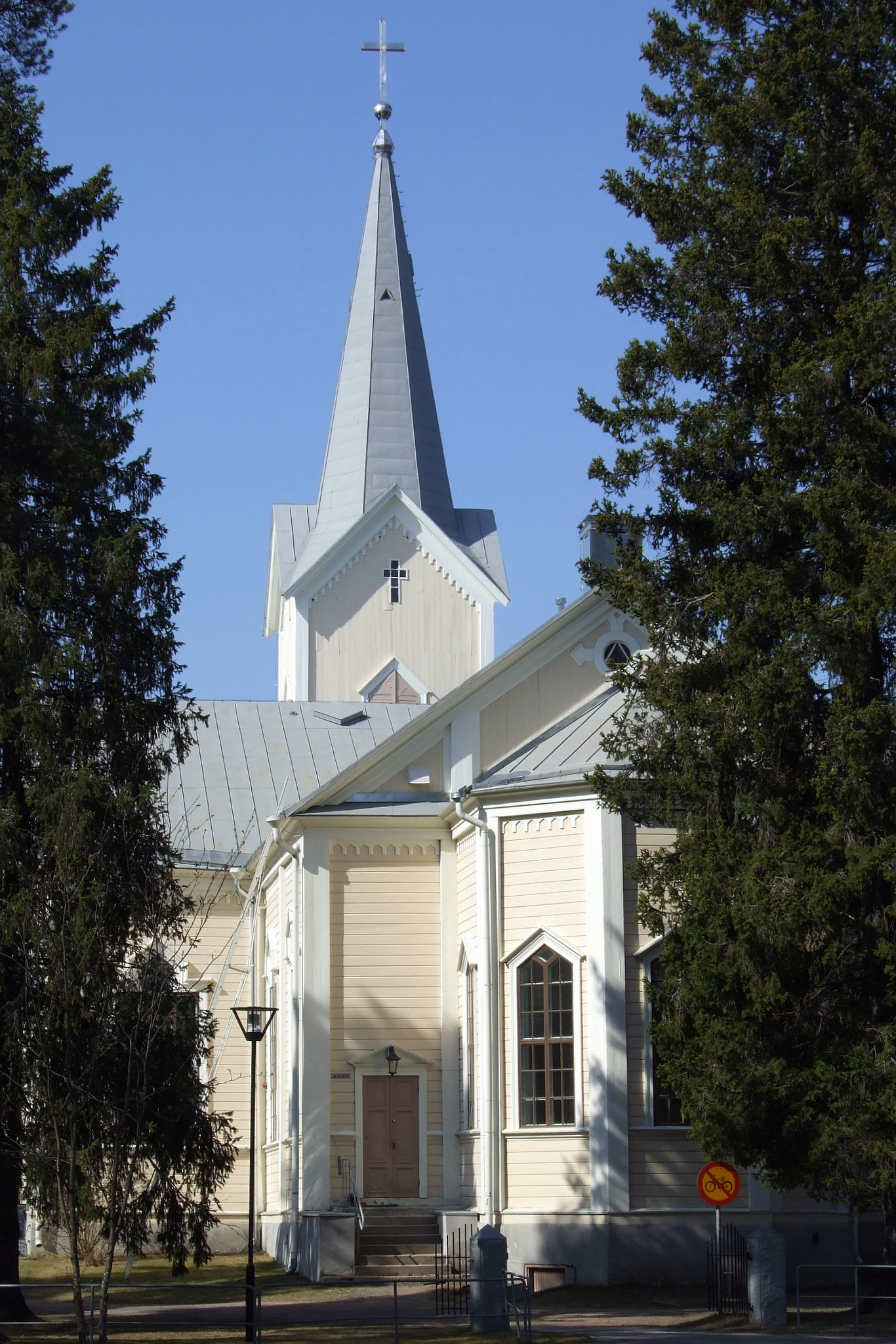
Église de Tyrnävä.
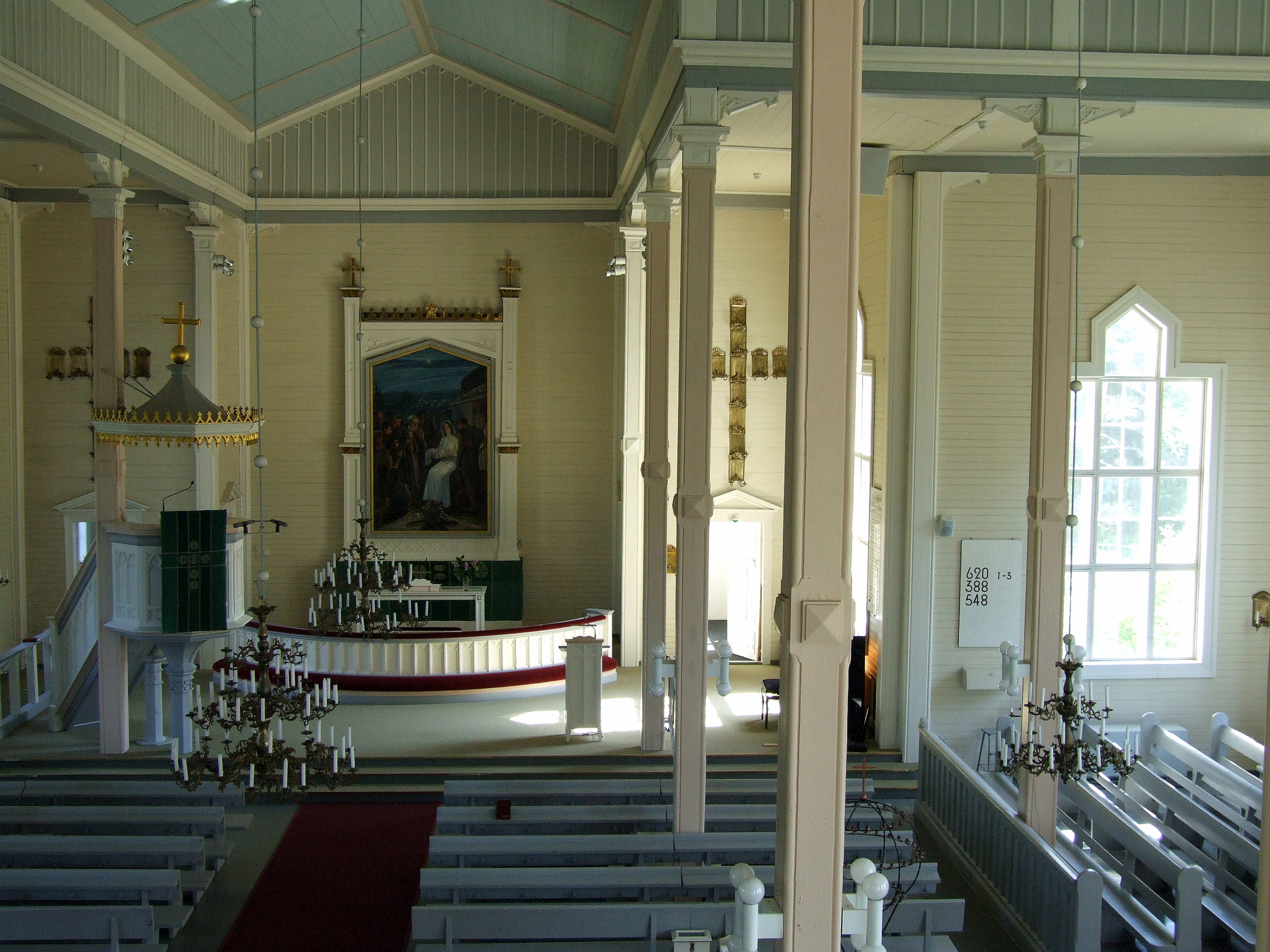
Église de Tyrnävä.
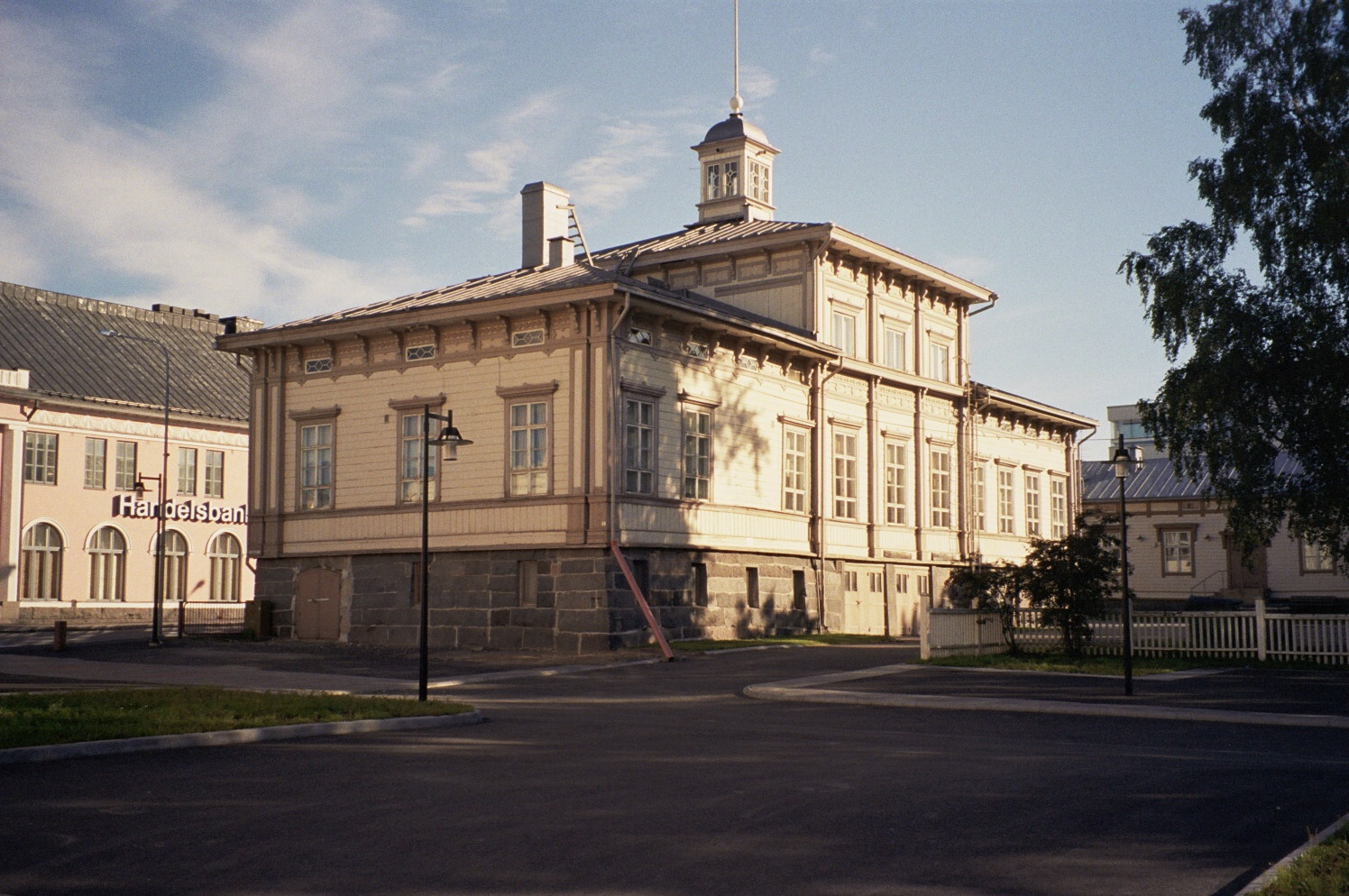
Mairie de Tornio.
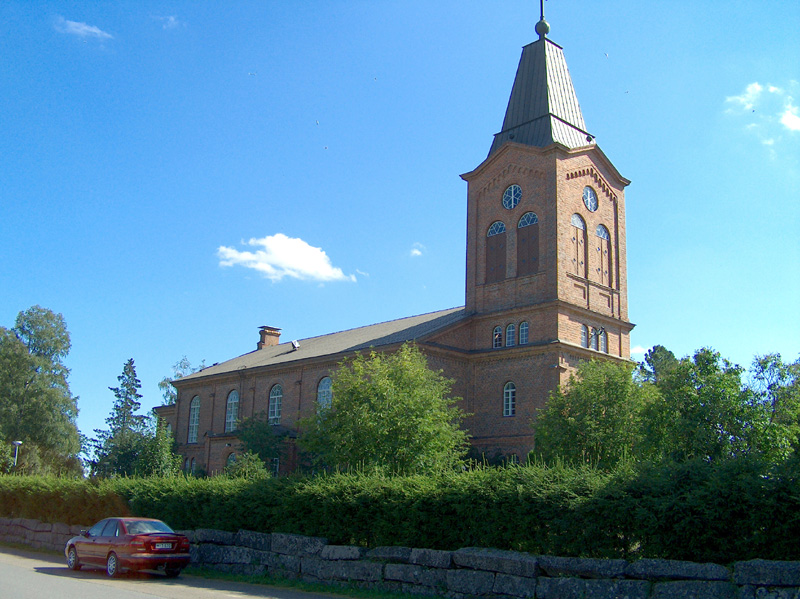
Église de Kalajoki.
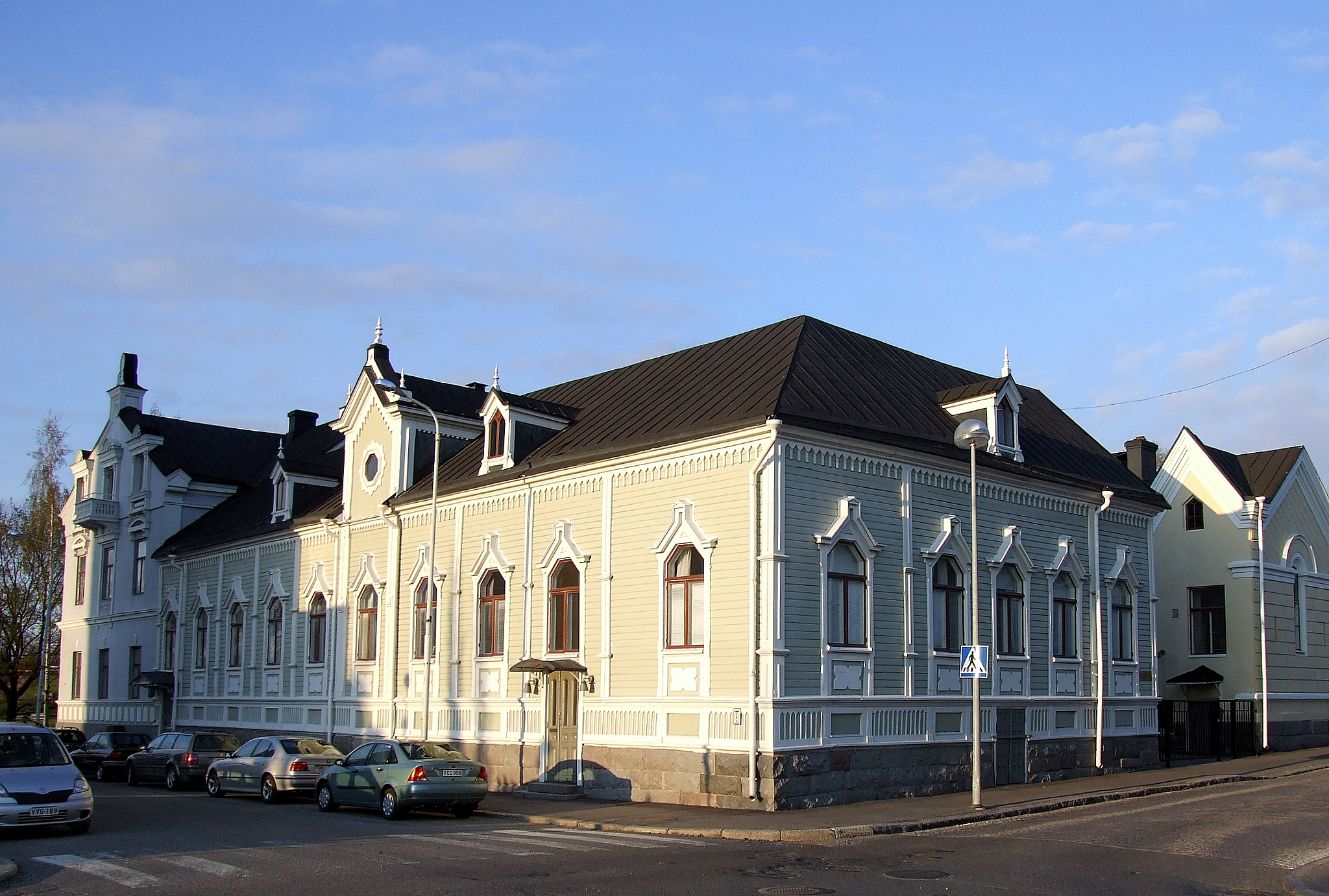
Salle capitulaire de Oulu.
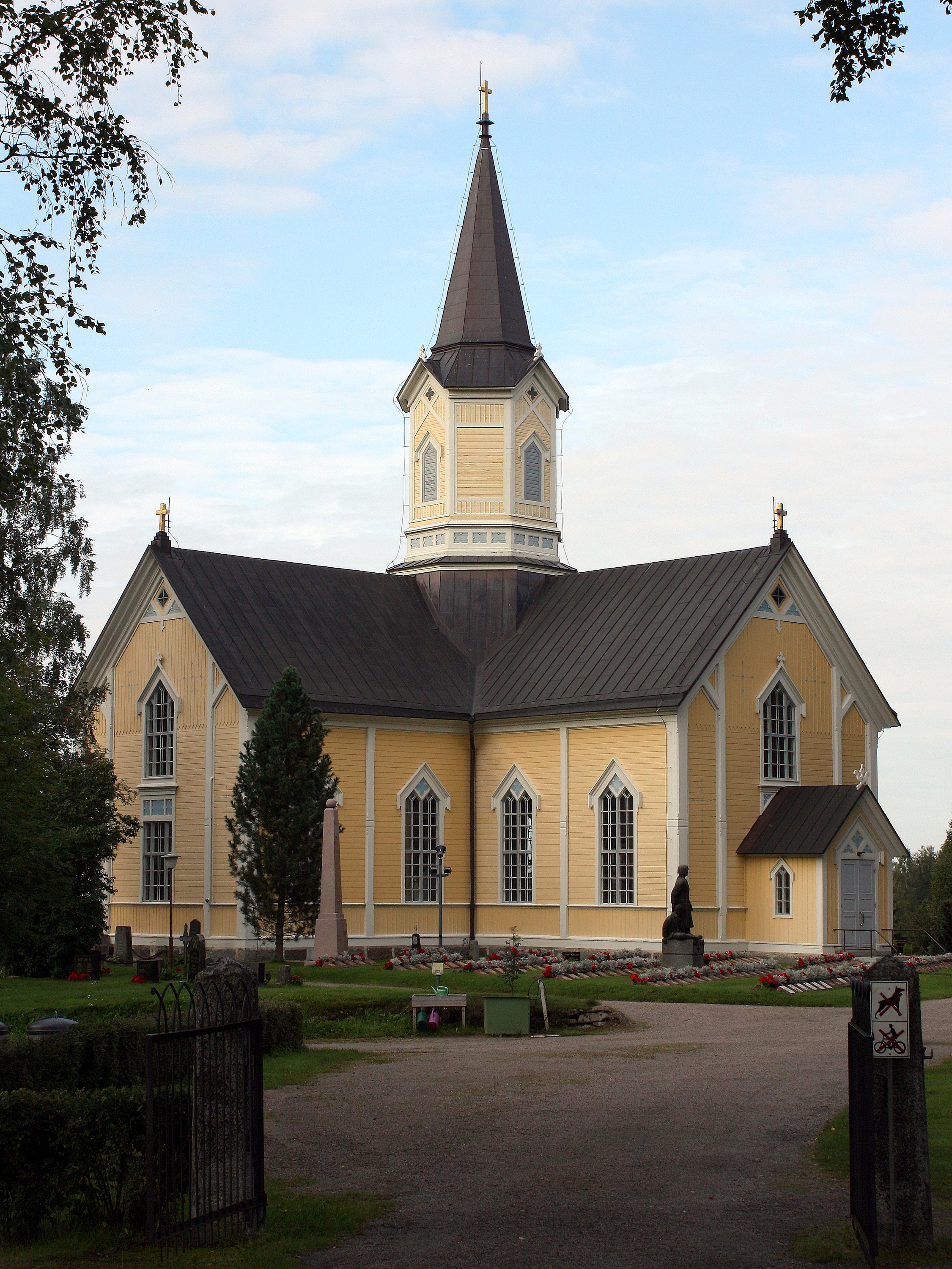
Église de Haapajärvi.